# I. e. 244
Évszázadok: i. e. 4. század – i. e. 3. század – i. e. 2. század
Évtizedek: i. e. 290-es évek – i. e. 280-as évek – i. e. 270-es évek – i. e. 260-as évek – i. e. 250-es évek – i. e. 240-es évek – i. e. 230-as évek – i. e. 220-as évek – i. e. 210-es évek – i. e. 200-as évek – i. e. 190-es évek
Évek: i. e. 249 – i. e. 248 – i. e. 247 – i. e. 246 –  i. e. 245 – i. e. 244 – i. e. 243 – i. e. 242 – i. e. 241 – i. e. 240 – i. e. 239

## Események

### Hellenisztikus birodalmak
- A harmadik szíriai háborúban III. Ptolemaiosz megostromolja a kis-ázsiai Szmürnát, amely lojális maradt II. Szeleukoszhoz.
- Meghal II. Eudamidasz spártai király, utóda fia, IV. Agisz. Agisz a lükurgoszi hagyományoknak megfelelően megpróbálja megreformálni a spártai alkotmányt, mert az Akháj Szövetség támadása matt sürgősen javítani kell Spárta védelmi képességein.

### Itália
- Rómában Aulus Manlius Torquatus Atticust és Caius Sempronius Blaesust (másodszor) választják consulnak.
- Brundisiumban latin coloniát alapítanak.
- Az első pun háborúban Hamilcar Barcas visszafoglalja a szicíliai Erüxöt.

## Halálozások
- II. Eudamidasz spártai király

## Fordítás
- Ez a szócikk részben vagy egészben  a(z)   244 v. Chr. című német Wikipédia-szócikk ezen változatának fordításán alapul.  Az eredeti cikk szerkesztőit annak laptörténete sorolja fel. Ez a jelzés csupán a megfogalmazás eredetét és a szerzői jogokat jelzi, nem szolgál a cikkben szereplő információk forrásmegjelöléseként.